# Karl Fischer-reagens
Karl Fischer-reagens är en lösning av jod och svaveldioxid i pyridin och metanol. Det används i analytisk kemi för att bestämma vattenhalt i fast ämne eller vätska, t. ex. kakao, smör och matolja.
Reagensen reagerar selektivt och kvantitativt med vatten enligt formeln
I2 + SO2 + 3Base + ROH + H2O → 2Base + 2HI + Base + HSO4R ... 